# Pirjo Tuominen

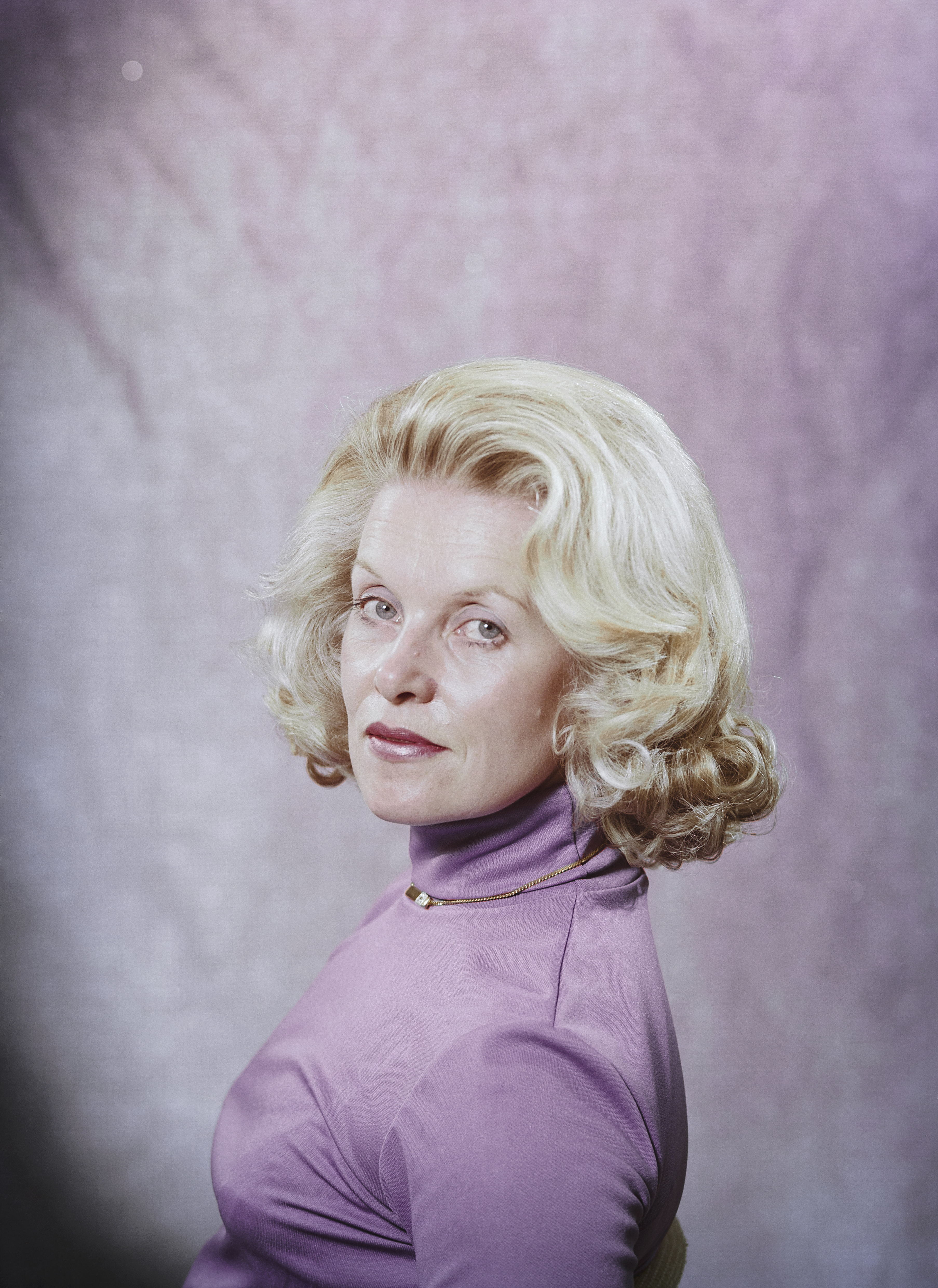
Pirjo Tuominen (1980).

Pirjo Tuominen, född 6 februari 1939 i Villmanstrand, är en finländsk författare. 
Tuominen var reklamchef vid Finska Socker Ab 1969–1973 och verksamhetsledare vid Finska handarbetets vänner 1974–1975. Hon har i ett stort antal underhållningsromaner skildrat historiska förlopp, från medeltiden fram till 1900-talet, ur kvinnoperspektiv. Arvoisa rouva Marie (1981) och Myrttiseppeleet (1982) behandlar släkten Hackman, medan bland annat Hovikosken valtiatar (1991) har herrgårdslivet som tema. Itkevät syvät vedet (2001) och Sillat yli joen (2002) har finska inbördeskriget som ram. Hon har även skrivit kulturhistoriska verk, till exempel Memento vivere – muista elää (2004), som handlar om skulptören Emil Cedercreutz och hans hem i Harjavalta.